# Dolne Miasto OST
Dolne Miasto OST – album koncepcyjny („soundtrack do nieistniejącego filmu”) zespołu Towary Zastępcze, wydany 13 maja 2009 roku (materiał został udostępniony punktualnie o 13:13).
Materiał został nagrany przez zespół w składzie Piotr Czerski, Sławomir Draczyński, Borys Kossakowski, Jarosław Marciszewski, Michał Piotrowski i Jakub Świątek. W jednym z utworów gościnnie wystąpił Irek Wojtczak.
Album nawiązuje koncepcyjnie do klasycznych kryminałów noir. Warstwa tekstowa tworzy historię (kolejność utworów jest jednak różna od chronologii opowiadanych wydarzeń), opowiadaną z trzech punktów widzenia: detektywa, mordercy i klezmera-narratora. Osią fabularną jest zabójstwo luksusowej prostytutki, zmuszające rozwikłującego tę sprawę detektywa do poszukiwania motywów zbrodni, a w konsekwencji do rozliczenia się z własną przeszłością. Konwencja noir przełamywana jest przez cytaty (tytuły utworów, próbki dźwiękowe) z polskiego serialu 07 zgłoś się, wierszy Władysława Broniewskiego czy Wisławy Szymborskiej (utwór „Mężczyzna w pustym mieszkaniu” jest parafrazą znanego wiersza „Kot w pustym mieszkaniu”).
Stylistyka kompozycji muzycznych jest również dopasowana do koncepcji albumu – obejmuje m.in. klasyczne brzmienie rockowe („Skorpion”), gitarowy ambient („Mężczyzna w pustym mieszkaniu”), aranżację dansingową („Dziewczyna z Hotelu Grand”) i katarynkową melodyjkę („Smutne miasteczko”).
Album w postaci fizycznej wydany został w formie numerowanej serii 997 teczek wzorowanych na teczkach akt milicyjnych. Wewnątrz każdej teczki znalazła się płyta CD (na którą nadrukowane jest zdjęcie szpuli z taśmą magnetofonową), umieszczona w specjalnym foliowym woreczku, a także sztuczny paznokieć, stylizowane na dokumentację milicyjną fotografie z miejsca zbrodni i zestaw informacji o albumie (wydrukowanych czcionką maszynową na oryginalnym papierze z archiwów KMP Gdańsk).
Albumowi towarzyszy rozbudowana strona WWW, zawierająca paradokumentalny film kryminalny (wystąpili w nim m.in. Mirosław Baka, Jakobe Mansztajn, Wojciech Mazolewski, Antoni Pawlak, Wojciech Tremiszewski i Larry Ugwu), którego treść jest fabularną nadbudową historii opowiadanej na płycie, a także bezpłatne pliki mp3 z utworami z płyty (można je pobrać po udzieleniu odpowiedzi na trzy pytania dotyczące scen z filmu).
W oryginalnej historii mordercą jest – prawdopodobnie – detektyw. Pierwsza scena filmu sugeruje, że ktoś wprowadził tę wymyśloną historię w życie, zabijając Laurę – postać znaną (jak wynika z kolejnych scen) w środowisku trójmiejskich artystów. Zapoznanie się z całym materiałem pozwala na zdobycie odpowiedzi niezbędnych do pobrania materiału dźwiękowego, otwiera także drogę do ukrytych stron internetowych: w jednej ze scen głos z offu podaje numer telefonu istniejącego w świecie realnym. Nagranie na poczcie głosowej kieruje na stronę WWW lauraxxx.pl, która po uruchomieniu zmienia swój wygląd i prowadzi do serwisu dolnemiasto.pl, zawierającego zestaw tekstów (w formie hipertekstowej) wykorzystanych na albumie. W serwisie tym ukryty jest także link do kolejnej strony, zawierającej m.in. film rozwiązujący zagadkę zabójstwa i dodatkowy, niedostępny na płycie utwór „Modelka”.

## Lista utworów
1. Dziwny wypadek
2. To
3. Płaszcz
4. Dziewczyna z Hotelu Grand
5. Skorpion
6. Zamknąć za sobą drzwi
7. Ścigany przez samego siebie
8. Smutne miasteczko
9. Brudna robota
10. Mężczyzna w pustym mieszkaniu
11. Dolne Miasto
12. ... (bonus track zawierający fragmenty dialogów z serialu 07 zgłoś się)
13. Modelka (utwór dodatkowy, dostępny tylko w internecie – cover Das Model zespołu Kraftwerk)